# Acidobacterium capsulatum
Acidobacterium capsulatum es una especie de bacteria gramnegativa del género Acidobacterium. Fue descrita en el año 1991, es la especie tipo. Su etimología hace referencia a encapsulado. Es aerobia, acidófila, encapsulada y móvil por flagelación perítrica. Tiene un tamaño de 0,3-0,8 μm de ancho por 1,1-2,3 μm de largo. Forma colonias circulares, lisas, mucosas, traslúcidas y de color naranja. Catalasa positiva y oxidasa negativa. Temperatura de crecimiento entre 25-37 °C. Tiene un contenido de G+C de 59,7-60,8%. Se ha aislado de drenajes ácidos de minas y lodos en Japón. 